# Ambleville (Valle del Oise)
 Ambleville  es una población y comuna francesa, en la región de Isla de Francia, departamento de Valle del Oise, en el distrito de Pontoise y cantón de Magny-en-Vexin.

## Demografía
| 395 | 416 | 488 | 601 | 457 | 471 | 467 | 458 | 454 | 464 | 443 | 446 | 423 | 440 | 420 | 423 | 409 | 423 | 440 | 405 | 388 | 384 | 328 | 329 | 308 | 331 | 338 | 326 | 317 | 339 | 319 | 350 |
| Para los censos de 1962 a 1999 la población legal corresponde a la población sin duplicidades (Fuente: INSEE [Consultar]) |     |     |     |     |     |     |     |     |     |     |     |     |     |     |     |     |     |     |     |     |     |     |     |     |     |     |     |     |     |     |     |